# 気象気候地球物理庁
気象気候地球物理庁（きしょうきこうちきゅうぶつりちょう、インドネシア語: Badan Meteorologi, Klimatologi, dan Geofisika ; BMKG、英語: Indonesian Agency for Meteorology, Climatology and Geophysics）は、インドネシアの行政機関である。

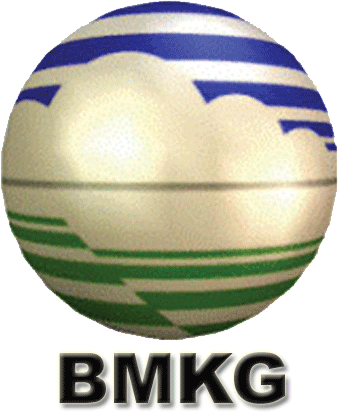
BMKGのロゴ (–2010)
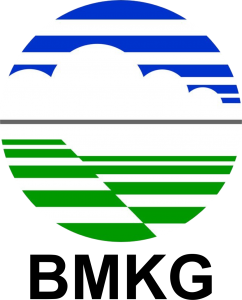
BMKGの現在のロゴ (2010–)